# Effetto Maxwell-Lodge
L'effetto Maxwell-Lodge è un fenomeno di induzione elettromagnetica per cui una carica elettrica, posta nei pressi di un solenoide il cui campo varia lentamente, sperimenta una forza elettromotrice (f.e.m.) pur essendo il campo magnetico praticamente statico all'interno e nullo all'esterno. Può essere considerato un analogo classico dell'effetto Aharonov-Bohm, dove invece il campo è perfettamente statico all'interno e nullo all'esterno.
Compare in letteratura con questo nome in un articolo del 2008, facendo riferimento a un altro articolo del 1889 del fisico Oliver Lodge.

## Descrizione
Considerando un solenoide infinito (solenoide ideale) con n spire per unità di lunghezza, su cui scorre una corrente {\displaystyle I(t)}, il campo magnetico al suo interno è
{\displaystyle \mathbf {B} =\mu nI(t)}      (1)
mentre al suo esterno è nullo.
Dalla seconda e la terza equazione di Maxwell
{\displaystyle {\begin{cases}\nabla \times \mathbf {E} &=-{\dfrac {\partial \mathbf {B} }{\partial t}}\\\nabla \cdot \mathbf {B} &=0\end{cases}}}
e dalla definizione di potenziale magnetico e potenziale elettrico si ha:
{\displaystyle \mathbf {E} =-\mathbf {\nabla } \phi -{\frac {\partial \mathbf {A} }{\partial t}}}
che in assenza di cariche elettriche si riduce a
{\displaystyle \mathbf {E} =-{\frac {\partial \mathbf {A} }{\partial t}}}       (2)
Riprendendo la definizione originale di Maxwell sul potenziale vettore, secondo il quale sarebbe un vettore tale che la sua circuitazione lungo una curva chiusa è uguale al flusso di {\displaystyle \mathbf {B} } attraverso la superficie avente come bordo la suddetta curva, ossia
{\displaystyle \int _{S}\mathbf {B} \cdot d\mathbf {S} =\int _{S}\nabla \times \mathbf {A} \cdot d\mathbf {S} =\oint _{l}\mathbf {A} \cdot d\mathbf {l} },

Solenoide e campo B con flusso attraverso superficie S di base l

si può calcolare la f.e.m. indotta, come fece Lodge nel suo articolo del 1889, considerando  {\displaystyle l} la linea chiusa attorno al solenoide, per comodità una circonferenza, e {\displaystyle S} la superficie che ha {\displaystyle l} come contorno. Supponendo {\displaystyle a} il raggio del solenoide ed {\displaystyle r>a} il raggio di {\displaystyle l}, la superficie che lo attraversa è interessata da un flusso magnetico {\displaystyle \pi a^{2}\mathbf {B} } che è uguale alla circuitazione di  {\displaystyle l}: {\displaystyle C(l)=2\pi r\mathbf {A} (r)}. Da ciò si ricava
{\displaystyle \mathbf {A} (r)={\frac {1}{2}}a^{2}{\frac {\mathbf {B} }{r}}}.
Dalla (2) deriva che la f.e.m. è nulla per {\displaystyle \mathbf {B} } costante, ossia, per la (1), a corrente costante.
Se invece la corrente varia, la conseguente variazione di {\displaystyle \mathbf {B} } produce onde elettromagnetiche nello spazio circostante che possono indurre un f.e.m. fuori dal solenoide.
Se però la corrente varia lentamente ci si trova in una situazione quasi stazionaria in cui gli effetti radiativi sono trascurabili e quindi, escluso {\displaystyle \mathbf {B} }, l'unica possibile causa della f.e.m. sembrerebbe {\displaystyle \mathbf {A} (r)}.
È comunque possibile rifare i calcoli senza ricorrere all'introduzione del campo {\displaystyle \mathbf {A} (r)}. Infatti, partendo dalla terza equazione di Maxwell, sopra riportata, e scrivendola in forma integrale, si ha
{\displaystyle \int _{l}\mathbf {E} \cdot dl=-{\frac {d}{dt}}\int _{S}{\mathbf {B} \cdot dS}=-{\frac {d}{dt}}\int _{\pi a^{2}}{\mathbf {B} \cdot dS}},
essendo {\displaystyle \mathbf {B} } trascurabile fuori dal solenoide. Quindi
{\displaystyle \mathbf {E} 2\pi r=-\pi a^{2}{\frac {d\mathbf {B} }{dt}}\quad \Rightarrow \quad \mathbf {E} =-{\frac {a^{2}}{2r}}{\frac {d\mathbf {B} }{dt}}}.
Ciò non toglie che {\displaystyle \mathbf {B} } sia praticamente nullo nei punti in cui si manifesta la f.e.m.

## Interpretazione
Tenendo conto che il concetto di campo è stato introdotto in fisica per fare in modo che le azioni sugli oggetti siano sempre locali, ossia per contatto (diretto e mediato da un campo) e non tramite azione a distanza, come paventato da Albert Einstein nel paradosso EPR, il risultato dell'effetto Maxwell-Lodge, al pari dell'effetto Aharonov-Bohm sembra contraddittorio. Infatti, pur essendo il campo magnetico nullo all'esterno del solenoide e la radiazione elettromagnetica trascurabile, una carica di prova sperimenta la presenza di un campo elettrico indotto, pur essendo il campo magnetico nullo in tale punto.
Se non si vuole considerare il potenziale vettore {\displaystyle \mathbf {A} }, che nel contesto classico è sempre stato considerato un ausilio matematico, viene da chiedersi che cosa porti l'informazione sulla presenza del campo magnetico dall'interno del solenoide alla carica elettrica, sempre ricordando la trascurabilità degli effetti radiativi.
Ciò rimanda al caso quantistico nel quale Richard Feynman proclamava {\displaystyle \mathbf {A} } come realtà fisica.